# كولين فينرتي
كولين فينرتي (بالإنجليزية: Cullen Finnerty)‏ هو لاعب كرة قدم أمريكية أمريكي، ولد في 18 أغسطس 1982، وتوفي في 28 مايو 2013 في مقاطعة ليك في الولايات المتحدة.